# Думанов
Думанов (укр. Думанів) — село в Каменец-Подольском районе Хмельницкой области Украины.
Население по переписи 2001 года составляло 897 человек. Почтовый индекс — 32321. Телефонный код — 3849. Занимает площадь 2,612 км².

## Местный совет
32321, Хмельницкая обл., Каменец-Подольский р-н, с. Думанов